# La Reine des Alfes noirs
La Reine des Alfes noirs est le sixième tome de la série de bande dessinée Les Mondes de Thorgal - Louve, dont le scénario a été écrit par Yann et les dessins et couleurs réalisés par Roman Surzhenko. L'album, nommé initialement La Reine des elfes noirs, fait partie d'une série parallèle (Les Mondes de Thorgal) qui suit les aventures de personnages marquants de la série Thorgal. La couverture, signée Grzegorz Rosiński, a été dévoilée le 1er juin 2016 (sur laquelle on peut voir Louve marcher dans la forêt en compagnie de nains semblable à Tjahzi),, en même temps que l'intégralité de la première planche en noir et blanc.

## Synopsis
Le jeune dieu Vigrid est condamné au bannissement éternel au Swartalfeim, tandis que Louve fugue de nouveau après les joyeuses retrouvailles avec sa mère... Elle explique qu’elle souhaitait partir pour Bag Dadh rechercher Thorgal.
Dans la forêt, Louve rencontre le nain Tjahzi qui a besoin d'aide : les Alfes noirs ont envahi le monde des nains, ont capturé leur roi Ivaldir, et obligent ces derniers à forger des haches pour trancher les racines de l'arbre Yggdrasil. Le serpent Nidhogg, gardien de l'arbre, a été exilé mille ans dans l'entre-deux-mondes par la Gardienne des clefs et Vigrid, devenu un Alfe noir, a révélé cette information à la reine Lolth. 
Les Alfes noirs veulent couper l'arbre Yggdrasil afin de précipiter les Dieux d'Asgard dans le monde souterrain pour les y combattre et provoquer le chaos des mondes car la chute de l'arbre entraînera celle des tous les mondes, pas seulement Asgard.
Sauf que les haches forgées par les nains ne peuvent pas couper les racines qui repoussent aussitôt. Pour y parvenir il faudrait des haches faites en "métal qui n'existe pas".
Heureusement Louve sait où en trouver puisqu'elle connaît l'endroit où a été abandonnée la capsule de sauvetage de Thorgal.
Vigrid, changé en araignée, a tout entendu et donne l'information à la reine Lolth ce qui permet aux Alfes noirs de s'emparer de la capsule.
Tjahzi fait appel à la Gardienne des clefs mais celle-ci a été remplacée, la précédente ayant trop cédé aux beaux jeunes mâles...
La nouvelle gardienne refuse de laisser Louve et Tjahzi pénétrer dans l'entre-deux-mondes afin d'y chercher le serpent Nidhogg.
La petite guenon Yasmina apprend à Louve qu'elle est en fait une princesse, changée en singe par un cheikh aux pouvoirs magiques.
L'ancienne Gardienne des clefs, devenue simple mortelle, donne à Louve une clé permettant l'accès à tous les mondes. Au moment de l'ouverture de la porte de l'entre-deux-mondes, Yasmina et Vigrid (changé en araignée) restent à Midgard.
La reine Lolth, incapable de briser la capsule en métal qui n'existe pas, sollicite l'aide du demi-dieu Azzalepstön.

## Publications
- Le Lombard, septembre 2016  (ISBN 978-2803637010)